# Виронија
Виронија (грч. Βυρώνεια) је насељено место у општини Синтика у периферији Средишња Македонија, Грчка. Према попису из 2021. године било је 574 становника.
Виронија је некада била железничка станица насеља Хаџи Бејлик, где је 1924. године било смештено око 30 грчких избегличких породица, којих је на попису из 1928. било 133. Шездесетих година 20. века изграђено је ново насеље поред станице у које су се досељавали мештани Хаџи Бејлика и суседних села. На попису из 1961. године Виронија је имала 1.395 становника.